# Chinique
Chinique är en kommunhuvudort i Guatemala.   Den ligger i departementet Departamento del Quiché, i den centrala delen av landet, 70 km nordväst om huvudstaden Guatemala City. Chinique ligger 1 920 meter över havet och antalet invånare är 2 693.
Terrängen runt Chinique är kuperad åt nordost, men åt sydväst är den platt. Runt Chinique är det tätbefolkat, med 257 invånare per kvadratkilometer. Närmaste större samhälle är Chichicastenango, 15,7 km sydväst om Chinique. I omgivningarna runt Chinique växer huvudsakligen savannskog.